# Pic puissant
Campephilus pollens
Espèce
Statut de conservation UICN

 LC  : Préoccupation mineure
Le Pic puissant (Campephilus pollens) est une espèce d'oiseaux de la famille des Picidae. 

## Répartition
Son aire de répartition s'étend sur la Colombie, le Venezuela, le Pérou et l'Équateur.

## Sous-espèces
D'après la classification de référence (version 5.1, 2015) du Congrès ornithologique international, cette espèce est constituée des sous-espèces suivantes (ordre alphabétique) :
- Campephilus pollens peruvianus (Cory, 1915) ;
- Campephilus pollens pollens (Bonaparte, 1845).